# Rueda de los tiempos
Rueda de los tiempos es el tercer álbum de estudio del grupo de rock mexicano La Barranca. Se trata, tal vez del disco más diverso de la banda, en el que más variedad de estilos hay de una canción a otra. En su momento el grupo lo consideró su mejor trabajo.
El sencillo de este disco fue Llueve, una pieza basada en marimbas. Al mismo tiempo el disco tiene una gran cantidad de instrumentales basadas en el sonido de sintetizadores y el uso extensivo de  loops y sampleos le da un carácter distinto al de los álbumes anteriores. Sin embargo, la banda no dejó sus influencias de música latina ni se alejó del estilo de sus dos discos anteriores.
Rueda de los tiempos, además contiene una gran cantidad de referencias intertextuales: 
- En Déjà vu se utilizan varios danzones de María Teresa Lara por medio de sampleos.
- Estallido interno, según lo impreso en el álbum, “está construida sobre El paso de las horas de Pessoa”; en la obra de dicho poeta el texto en que se basó Aguilera está firmado por el heterónimo Álvaro de Campos.
- Marte es un cadáver exquisito basado en la serie Rituales del artista plástico potosino Arturo Ramírez.
- La frase “tras el rayo”, que aparece en la letra de Prisma, es el título de un libro de poemas de Alberto Blanco, publicado en 1985.

## Lista de canciones
| N.º   | Título | Escritor(es)                              | Duración |  |
| 1.    | «Déjà vu» (Contiene sampleos de danzones de María Teresa Lara interpretados por Agustín Lara y su orquesta.) | José Manuel Aguilera, Alfonso André, Lara | 1:48     |  |
| 2.    | «Caravana»                                                                                                   | Aguilera                                  | 2:54     |  |
| 3.    | «Tambor» | Aguilera, Fong                            | 2:36     |  |
| 4.    | «Paraíso elemental»                                                                                          | Aguilera                                  | 5:00     |  |
| 5.    | «Jardín de tiempo»                                                                                           | Aguilera                                  | 2:39     |  |
| 6.    | «Prisma» | Aguilera                                  | 3:22     |  |
| 7.    | «Marte» | Aguilera                                  | 4:02     |  |
| 8.    | «La fuga de Rubén»                                                                                           | Aguilera                                  | 3:26     |  |
| 9.    | «Llueve» | Aguilera                                  | 3:20     |  |
| 10.   | «Estallido interno»                                                                                          | Aguilera                                  | 3:30     |  |
| 11.   | «Vuelta interminable»                                                                                        | Aguilera                                  | 1:41     |  |
| 12.   | «Tórname» | Aguilera, Fong                            | 3:01     |  |
| 13.   | «Dentro de un siglo»                                                                                         | Aguilera                                  | 4:08     |  |
| 14.   | «Fortín» (Antes de las reediciones estaba oculta en la pista "Dentro de un siglo")                           | Fong                                      | 3:12     |  |
| 15.   | «Bagdad» (Pista adicional en reediciones)                                                                    | David Huerta, Aguilera                    | 3:01     |  |
| 16.   | «La visión 1» (Pista adicional en reediciones)                                                               | Aguilera                                  | 2:29     |  |
| 50:37 | |                                           |          |  |

## Músicos

### La Barranca
- José Manuel Aguilera – Guitarras acústica y eléctrica, voz, sintetizadores, programación y sampleos.
- Federico Fong – bajo, piano, stick, guitarra eléctrica, marimba, xilófono y órgano.
- Alfonso André[nota 1] – batería, loops , sampleos, programación, percusión, marimba y coros.[4]

### Músicos invitados
- Cecilia Toussaint – voz (2, 3, 6, 9 y 12).
- Alejandro Otaola – guitarra eléctrica (2, 7, 9 y 12), acústica (4) y slide (11).
- Pedro Martínez – percusión aleatoria (4) y marimba (9).
- Leonardo Corona – percusiones (2, 4, y 8), shaker (4 y 10), pandero (4).
- Luri – bajo acústico (5 y 9).
- Irving Flores – piano (8).
- Daniel Soberanes – bajo acústico (5).
- Edilio Gigio Montero – trompeta (7).
- Arturo Rebolledo – viola (2, 4, 8 y 13).
- José Manuel del Águila – violín (2, 4, 8 y 13).
- Arturo González – violín (4 y 13).
- Mónica del Águila – violonchelo (4 y 13).[4]

## Créditos
- Arreglos y producción – La Barranca.
- Producción de voces – Cecilia Toussaint.
- Edición digital - Alfonso André.
- Arreglos de cuerdas – Federico Fong.
- Ingeniero – Eduardo del Águila.

- Diseño de arte y portada – Fabián Giles, sobre un concepto de Giles y Aguilera.
- Foto nubes – Alejandro Aguilera.
- Foto central - Fernando Velazco.
- Modelo - Danae.

- Preproducción en El Potrero, (Ciudad de México).
- Grabado en El Submarino del Aire, (Ciudad de México).
- Mezcla orgánica por Craig Brock en Estudio 19 (Ciudad de México), y Poundhouse (Portland, Estados Unidos).
- Mezcla de canciones instrumentales por Eduardo del Águila en El Submarino del Aire.
- Masterizado por Roger Siebel en SAE Mastering (Phoenix, Estados Unidos).[4]